# Bergmassief

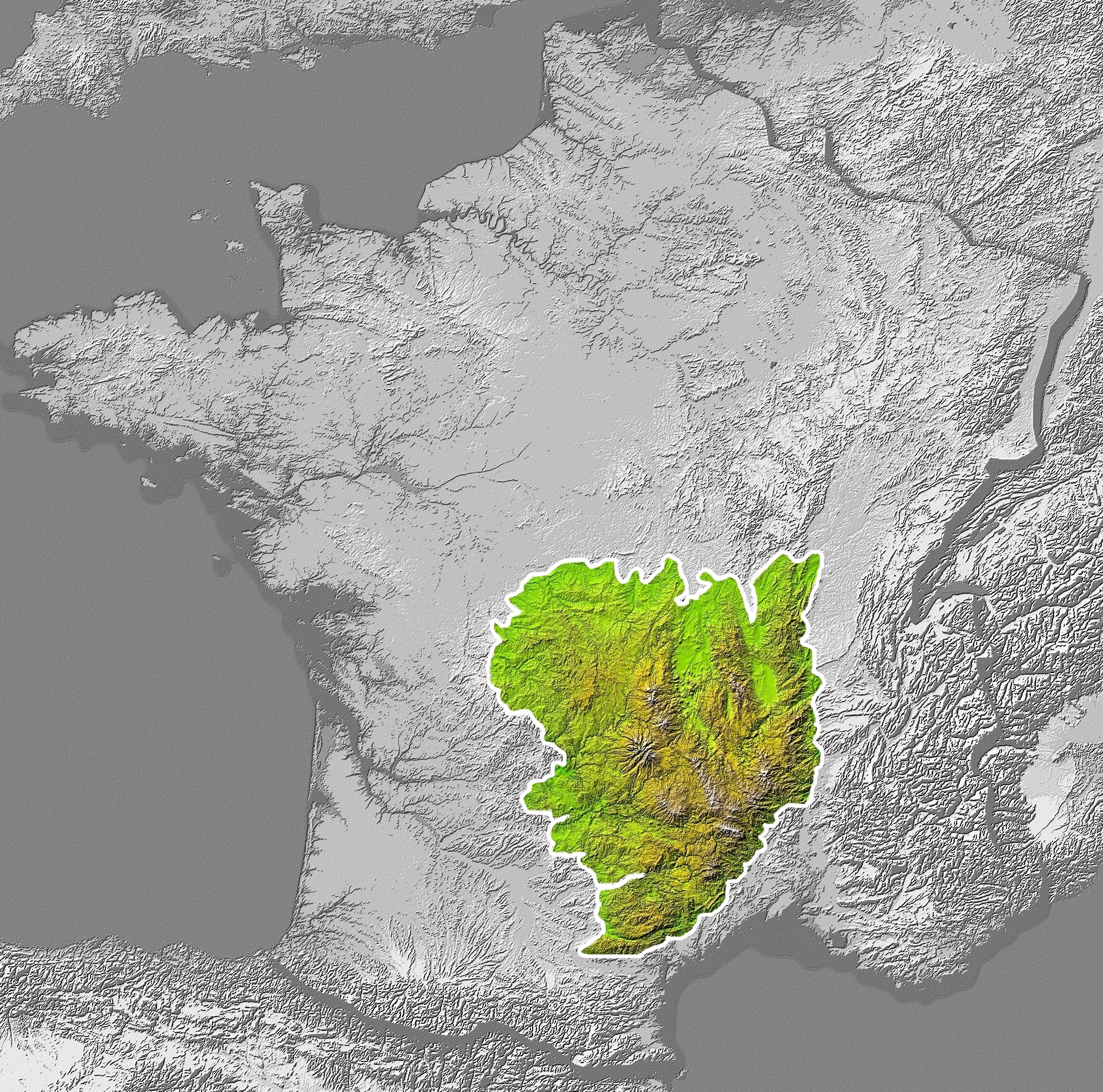
Situering van het Centraal Massief in Frankrijk

Een bergmassief is een groep bergen die samen een ondoorbroken verhoging in het landschap vormen. Een bergmassief kan zowel een groep bergen in een bergketen of een gebergte zijn, als een op zich zelf staande groep bergen. Soms wordt met een massief een plateau bedoeld.
Het woord massief is afgeleid uit het Franse woord massif.
In het alpinisme en de klimsport wordt het woord massief vaak gebruikt om de belangrijkste massa van een individuele berg aan te duiden.

## Voorbeelden
- Annapurnamassief - Nepal (onderdeel van de Himalaya's)
- Atlantis-massief - een deel van de medio-Atlantische Rand in de Noord-Atlantische Oceaan
- Chartreuse-massief - Frankrijk
- Kugitangtau - Turkmenistan
- Laurentiden - Quebec
- Centraal Massief - Frankrijk
- Sierra Nevada - Spanje
- Vinsonmassief - Antarctica